# ルアン・ホドリゲス・アザンブジャ
ルアン・ホドリゲス・アザンブジャ（ポルトガル語: Luan Rodrigues Azambuja、1996年7月16日 - ）は、ブラジル・マットグロッソ・ド・スル州カンポ・グランデ出身のサッカー選手。ポジションはフォワード。

## 経歴
2015年、ECコメルシアウに加入。
2017年、ノヴォペラリオFCに加入した。
2019年、ルヴェルデンセECに加入した。
2020年、ストライカーとしてアキダウアネンシFCに加わった。
2021年、ストライカーとしてSCサンパウロに加入したが、12月にチームからの退団を発表した。
2021年12月、2022年からのクルーベ・ド・レモ加入が発表された。